# 야코부스 오우트

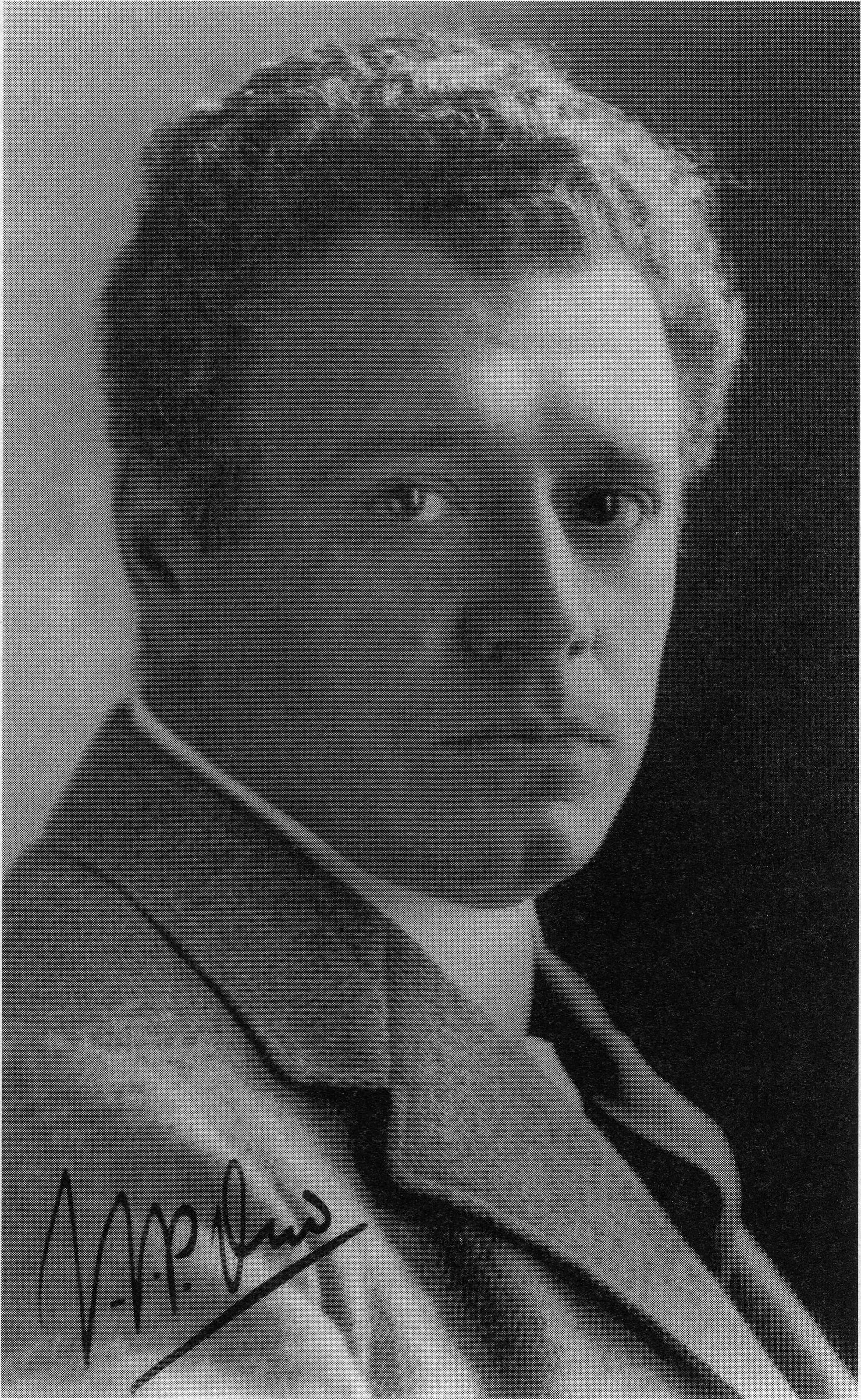

야코부스 요하네스 피에트르 오우트(Jacobus Johannes Pieter Oud), J. J. P. 오우트(J. J. P. Oud, 1890년 2월 9일 ~ 1963년 4월 5일)는 네덜란드의 건축가이다.
오우트는 네덜란드 태생이며 델프트와 암스테르담에 공부를 하였다. 뮌헨에 있던 테오도르 피셔 아래서 수련을 쌓았고 로테르담에 정주하면서 신조형주의의 유력한 멤버가 되어 활약하였다.
1918년부터 1933년까지 그는 로테르담의 건축기사로 있으면서 집합주택을 건축하였고 이 분야에서 그는 르 코르뷔지에와 함께 기능적 양식의 주요한 대표자로 평가를 받고 있어 근대건축 발전에 공헌하여 왔다. 그의 주요한 작품에는 <튀센디켄 집합주택>(로테르담 1921), <와이센호프 집합주택>(쉬토우트갈트 1927) 등이 있다. 특히 신조형주의의 건축에서는 게리트 토마스 리트펠트(1888∼1964)의 <위트레흐트 저택>(1924)도 대표적인 예라 할 수 있다.